# Los Quingos de Belén
Los Quingos de Belén es la denominación usada para el sendero peatonal en forma sinuosa de zigzag que asciende por la Colina de Belén hacia el Santuario homónimo ubicado en su cima. Este conjunto se sitúa al comienzo de la Calle de Belén o Calle 4 al extremo oriente del Centro Histórico de Popayán, capital del departamento del Cauca.
Es uno de los escenarios principales durante la Semana Santa tan popular y reconocida hasta por la Unesco, igualmente sirve como un símbolo cultural, religioso y social para la ciudadanía payanesa.

## Historia

### SigloXVII
Desde inicios de los años 1700, se llevó a cabo la ampliación de la ciudad de Popayán al oriente, hacia donde más de un siglo antes se había establecido la ciudad primigeniamente, a las faldas del Cerro de la Eme y entre la Pirámide de Tulcán y una colina sobresaliente junto al antigua salida hacia Santa Bárbara y Coconuco, conocido como el Camino Real del Portazgo Oriental.
Por esos años la se le denominaba a esta ruta como ''Quingos'' que era una palabra en la lengua quechua que significa ''camino de recodos'', proveniente del sur de la provincia de Popayán, tiempo después se siguió mejorando sus condiciones y fue en el siglo XIX cuando se le construyó en la entrada la hermosa portada republicana en ladrillo (muy posiblemente después de los estragos del terremoto de 1885), según una placa ubicada a su lado superior derecho, fue refaccionada en el año 1918 después de ser afectada por los sismos de 1906 y 1917, este portal es de estilo neoclásico y de orden dórico. En su friso por encima del arco de acceso se destacan las metopas que en su interior contienen representaciones de las Arma Christi o también conocidas como las insignias de la Pasión separadas entre sí por triglifos estriados, sobre este arquitrabe se levanta el frontón triangular y coronando a este último una cruz con los clavos en la mitas, dos escaleras a sus laterales y una corona de espinas en su cima en hierro.